# El Carmen de Bolívar
El Carmen de Bolívar ist eine Gemeinde (municipio) in Kolumbien im Departamento Bolívar (in der Región Caribe), 114 km südöstlich von Cartagena de Indias im Gebirgssystem Montes de María. El Carmen de Bolívar hat die drittgrößte Bevölkerung Bolívars und ist ein wichtiges landwirtschaftliches Zentrum, das als ein großer Lieferant von Produkten wie Avocado, Tabak, Kakao, Banane, Jamswurzel und Sesam betrachtet wird. Sie ist auch bekannt als die "Süße Stadt Kolumbiens", da die Herstellung von Süßwaren eine wichtige Rolle spielt.
Die Gemeinde liegt geographisch privilegiert an der Verbindung zwischen der kolumbianischen Karibikküste und dem Landesinneren mit den großen Häfen von Barranquilla und Cartagena.
Während der Zeit der Unabhängigkeit unterstützte die Bevölkerung den Unabhängigkeitskampf in der Region unter Oberst Manuel Cortés Campomanes aus. In der zweiten Hälfte des neunzehnten Jahrhunderts erlangte es strategische und wirtschaftliche Bedeutung durch den Handel mit landwirtschaftlichen Produzenten wie Tabak und Kaffee auf dem Río Magdalena.

## Geographie
El Carmen de Bolívar liegt in der Subregion Montes de María in Bolívar, 110 km südöstlich von Cartagena auf einer Höhe von 152 m ü. NN und hat eine Durchschnittstemperatur von 29 °C. An die Gemeinde grenzen im Norden San Jacinto und María La Baja, im Süden Ovejas im Departamento de Sucre, im Osten Zambrano und Córdoba und im Westen Colosó und San Onofre in Sucre.

## Bevölkerung
Die Gemeinde El Carmen de Bolívar hat 78.729 Einwohner, von denen 63.964 im städtischen Teil (cabecera municipal) der Gemeinde leben (Stand 2019).

## Geschichte
Das Gebiet des heutigen El Carmen wurde ursprünglich von den indigenen Völkern der Malibúes, Farotos und Piletas bewohnt. Gegründet wurde El Carmen de Bolívar am 6. August 1776 von Antonio de La Torre y Miranda als El Sitio de Nuestra Señora del Carmen.

## Wirtschaft
Die wichtigsten Wirtschaftszweige von El Carmen de Bolívar sind die Landwirtschaft, insbesondere der Anbau von Tabak, und die Rinderproduktion. Zudem werden Avocado, Kaffee, Sesam, Yams, Maniok, Bananen, Kakao, Mais und Obst angebaut, und es gibt Pferde- und Eselzucht.

## Söhne und Töchter
- Lucho Bermúdez (1912–1994), Komponist